# دان دانفی
دان دانفی (انگلیسی: Don Dunphy؛ ۵ ژوئیهٔ ۱۹۰۸ – ۲۲ ژوئیهٔ ۱۹۹۸) یک مجری و گزارشگر ورزشی اهل ایالات متحده آمریکا بود که تخصصش گزارش مسابقه‌های بوکس بود. نام او در تالار بین‌المللی مشاهیر بوکس ثبت شده است.
از فیلم‌ها یا برنامه‌های تلویزیونی که وی در آن نقش داشته است، می‌توان به مشت‌زن، گاو خشمگین، متیلدا و موزها (انقلابی قلابی) اشاره کرد.